# IC 3861
IC 3861 ist eine Elliptische Galaxie vom Hubble-Typ E im Sternbild Jagdhunde am Nordsternhimmel. Sie ist schätzungsweise 554 Millionen Lichtjahre von der Milchstraße entfernt und hat einen Durchmesser von etwa 75.000 Lichtjahren. Vom Sonnensystem aus entfernt sich das Objekt mit einer errechneten Radialgeschwindigkeit von näherungsweise 12.300 Kilometern pro Sekunde.
Das Objekt wurde am 21. März 1903 von Max Wolf entdeckt.